# Мокпорт (Індіана)
Мокпорт (англ. Mauckport) — місто (англ. town) в США, в окрузі Гаррісон штату Індіана. Населення — 46 осіб (2020).

## Географія
Мокпорт розташований за координатами 38°1′30″ пн. ш. 86°11′58″ зх. д. / 38.02500° пн. ш. 86.19944° зх. д. (38.024962, -86.199342).  За даними Бюро перепису населення США в 2010 році місто мало площу 0,52 км², з яких 0,49 км² — суходіл та 0,03 км² — водойми.

## Демографія
Згідно з переписом 2010 року, у місті мешкала 81 особа в 36 домогосподарствах у складі 15 родин. Густота населення становила 155 осіб/км².  Було 44 помешкання (84/км²).
Расовий склад населення:
| - 100,0 % — білих |

До двох чи більше рас належало 0,0 %. Частка іспаномовних становила 0,0 % від усіх жителів.
За віковим діапазоном населення розподілялося таким чином: 32,1 % — особи молодші 18 років, 51,9 % — особи у віці 18—64 років, 16,0 % — особи у віці 65 років та старші. Медіана віку мешканця становила 34,2 року. На 100 осіб жіночої статі у місті припадало 102,5 чоловіків;  на 100 жінок у віці від 18 років та старших — 103,7 чоловіків також старших 18 років.
Середній дохід на одне домашнє господарство  становив 40 096 доларів США (медіана — 33 393), а середній дохід на одну сім'ю — 43 893 долари (медіана — 33 750). За межею бідності перебувало 6,8 % осіб, у тому числі 0,0 % дітей у віці до 18 років та 12,5 % осіб у віці 65 років та старших.
Цивільне працевлаштоване населення становило 30 осіб. Основні галузі зайнятості: мистецтво, розваги та відпочинок — 53,3 %, освіта, охорона здоров'я та соціальна допомога — 20,0 %, роздрібна торгівля — 6,7 %, будівництво — 6,7 %.